# Gboly Ariyibi
Omogbolahan Gregory „Gboly“ Ariyibi (* 18. Januar 1995 in Arlington, USA) ist ein US-amerikanischer Fußballspieler.

## Vereine

### Leeds United und FC Chesterfield
Der in den USA geborene Gboly Ariyibi durchlief die Jugendakademie des FC Southampton, konnte sich jedoch nicht für einen Profivertrag empfehlen und verließ den Verein daher im Sommer 2013. Am 13. Dezember 2013 unterschrieb der 18-Jährige einen Vertrag bis zum Saisonende bei Leeds United. Ende Dezember 2013 debütierte er für sein neues Team bei einer 1:2-Niederlage bei Nottingham Forest. Nach einem weiteren Einsatz in der Football League Championship 2013/14, wechselte er am 25. März 2014 auf Leihbasis bis zum Saisonende zum Drittligisten Tranmere Rovers, für den er bis zum Ende der Spielzeit zwei weitere Ligaspiele bestritt.
Nachdem er im Sommer 2014 keinen neuen Vertrag in Leeds erhalten hatte, unterschrieb Ariyibi am 29. August 2014 einen Vertrag beim Drittliga-Aufsteiger FC Chesterfield. In der Football League One 2014/15 bestritt er siebzehn Ligaspiele für den Tabellensechsten und erzielte dabei einen Treffer. In der anschließenden Spielzeit etablierte sich der Flügelspieler als Stammspieler bei seinem Team, das die Spielzeit im unteren Tabellendrittel abschloss.

### Nottingham Forest
Am 31. Januar 2017 gab der Zweitligist Nottingham Forest die Verpflichtung des 22-Jährigen bekannt und stattete ihn mit einem bis 2020 gültigen Vertrag aus. Bis zum Sommer kam er hier auf keinen Pflichtspieleinsatz und so entschloss man sich ihn zu verleihen.
Im Sommer 2017 wurde er an Drittligist Milton Keynes Dons ausgeliehen und kam hier in der Hinrunde der EFL League One 2017/18 auf 22 Spiele mit 3 erzielten Toren. Nach dem vorzeitigen Ende der Ausleihe in der Winterpause 2017/18 wurde er erneut für sechs Monate an Drittligist Northampton Town verliehen. Ein Jahr später wurde er an den FC Motherwell verliehen.

### Wechsel nach Griechenland
Im September 2019 wechselte Ariyibi nach Griechenland zu Panetolikos und 2021 zu MKE Ankaragücü in die Türkei.